# واحد بابنوف
واحد بابنوف (انگلیسی: Bubnoff unit) که با حرف اختصاری B نمایش داده می‌شود، یکی از واحدهای سرعت و معادل ۱ متر در هر ۱ میلیون سال، یا ۱ میلی‌متر در هر هزار سال، یا ۱ میکرومتر در سال است. این واحد اندازه‌گیری نخستین بار در سال ۱۹۶۹ میلادی توصیف شد.
از واحد بانوف در زمین‌شناسی و جهت اندازه‌گیری کاهش سطح زمین در اثر فرسایش استفاده می‌شود. این واحد اندازه‌گیری نام خود را از زمین‌شناس روسی-آلمانی «سرژ فون بابنوف» (۱۸۸۸–۱۹۵۷) می‌گیرد. یک واحد بانوف بدین معنی است که ۱ متر مکعب از زمین به مساحت ۱ کیلومتر مربع ظرف یک سال فرسوده می‌شود. در مقایسه با سایر وقایع طبیعی، فرسایش در اکثر مواقع (به‌استثنای بلایای فوری نظیر رانش زمین) پدیده‌ای فوق‌العاده آهسته و کُند است و در نتیجه برای اندازه‌گیری و بیان آن به واحدی چون بابنوف نیاز است. به عنوان مثال، نرخ میانگین فرسایش روی سطح زمین در حدود ۳۰ بانوف (۳۰ متر در ۱ میلیون سال) است. با این وجود اختلاف فاحشی در نرخ فرسایش در نقاط مختلف زمین دیده می‌شود. یک نمونه از فرسایش شدید، حوضه آبریز رود سمانی در کشور آلبانی است که با نرخ ۳۰۰۰ بابنوف (۳ میلی‌متر در سال) در حال فرسودگی است و تخمین زده می‌شود که در هر سال، در حدود ۴۶۰۰ تن خاک از حوضهٔ آبریز آن برداشته می‌شود.